# Helena (Montana)
Helena – miasto na północy Stanów Zjednoczonych, stolica stanu Montana i siedziba hrabstwa Lewis and Clark. W 2010 roku miasto zamieszkiwało 28 190 osób. Helena jest głównym miastem Obszaru Mikropolitalnego Helena obejmującego hrabstwa Lewis and Clark i Jefferson.

## Historia
Miasto zostało założone 30 października 1864 i początkowo nazywało się „Crabtown”, na pamiątkę jednego z założycieli – poszukiwacza złota Johna Craba. Wraz z rozwojem miasta pojawiła się potrzeba zmiany nazwy. Przyjęty został projekt Johna Sommerville'a, który zaproponował jako nową nazwę Crabtown nazwę swego rodzinnego miasta – Świętej Heleny w stanie Minnesota. Wyraz „Święta” został usunięty z nazwy.

## Ludność
Podział etniczny mieszkańców Heleny:
- 94,78% rasa biała
- 0,23% Afroamerykanie
- 2,10% Indianie
- 0,78% Azjaci
- 1,66% ludność mieszana

## Klimat
| Miesiąc                              | Sty   | Lut   | Mar   | Kwi   | Maj  | Cze  | Lip | Sie  | Wrz  | Paź  | Lis   | Gru   | Roczna |
| ------------------------------------ | ----- | ----- | ----- | ----- | ---- | ---- | --- | ---- | ---- | ---- | ----- | ----- | ------ |
| Rekordy maksymalnej temperatury [°C] | 17    | 21    | 26    | 30    | 35   | 39   | 41  | 41   | 37   | 31   | 24    | 18    | 41     |
| Średnie temperatury w dzień [°C]     | -1    | 3     | 8     | 14    | 19   | 24   | 29  | 28   | 22   | 15   | 5     | -0    | 14     |
| Średnie dobowe temperatury [°C]      | -7    | -3    | 2     | 7     | 12   | 16   | 20  | 19   | 13   | 7    | -1    | -6    | 7      |
| Średnie temperatury w nocy [°C]      | -12   | -9    | -5    | -0    | 4    | 9    | 11  | 10   | 5    | -0   | -7    | -12   | −0     |
| Rekordy minimalnej temperatury [°C]  | -41   | -41   | -34   | -23   | -8   | -1   | 2   | -2   | -14  | -22  | -39   | -40   | −41    |
| Opady deszczu [mm]                   | 13.2  | 9.7   | 16    | 23.1  | 45.2 | 46.2 | 34  | 32.8 | 26.7 | 16.8 | 12.2  | 11.7  | 287,5  |
| Opady śniegu [mm]                    | 213.4 | 134.6 | 172.7 | 116.8 | 22.9 | 0    | 0   | 7.6  | 30.5 | 76.2 | 137.2 | 195.6 | 1107,4 |
| Średnia liczba dni deszczowych       | 7.5   | 6.3   | 8.1   | 8.6   | 11.4 | 10.4 | 8.1 | 7.7  | 6.3  | 5.7  | 6.7   | 7.3   | 94,1   |
| Średnia liczba dni śnieżnych         | 6.9   | 5.6   | 5.6   | 3.8   | .7   | 0    | 0   | .1   | .7   | 2.0  | 5.0   | 7.0   | 37,4   |
| Źródło: 2011-02-02                   |       |       |       |       |      |      |     |      |      |      |       |       |        |